# Ворзельська селищна рада
Во́рзельська се́лищна ра́да — адміністративно-територіальна одиниця та орган місцевого самоврядування у складі Ірпінської міської ради Київської області. Адміністративний центр — селище міського типу Ворзель.

## Загальні відомості
- Ворзельська селищна рада утворена в 1938 році.
- Територія ради: 7,46 км²
- Населення ради: 5926 осіб (станом на 2015 рік)[1]

## Населені пункти
Селищній раді підпорядковані населені пункти:
- смт Ворзель

## Склад ради
Рада складається з 22 депутатів та голови.